# Улан-Удэнский локомотивовагоноремонтный завод
Улан-Удэ́нский локомотивовагоноремо́нтный заво́д (Улан-Удэнский ЛВРЗ) — завод, расположенный в городе Улан-Удэ (Республика Бурятия), ремонтирующий для нужд железных дорог тепловозы, электровозы, а также узлы и агрегаты тягового подвижного состава. Филиал АО «Желдорреммаш».

## История завода

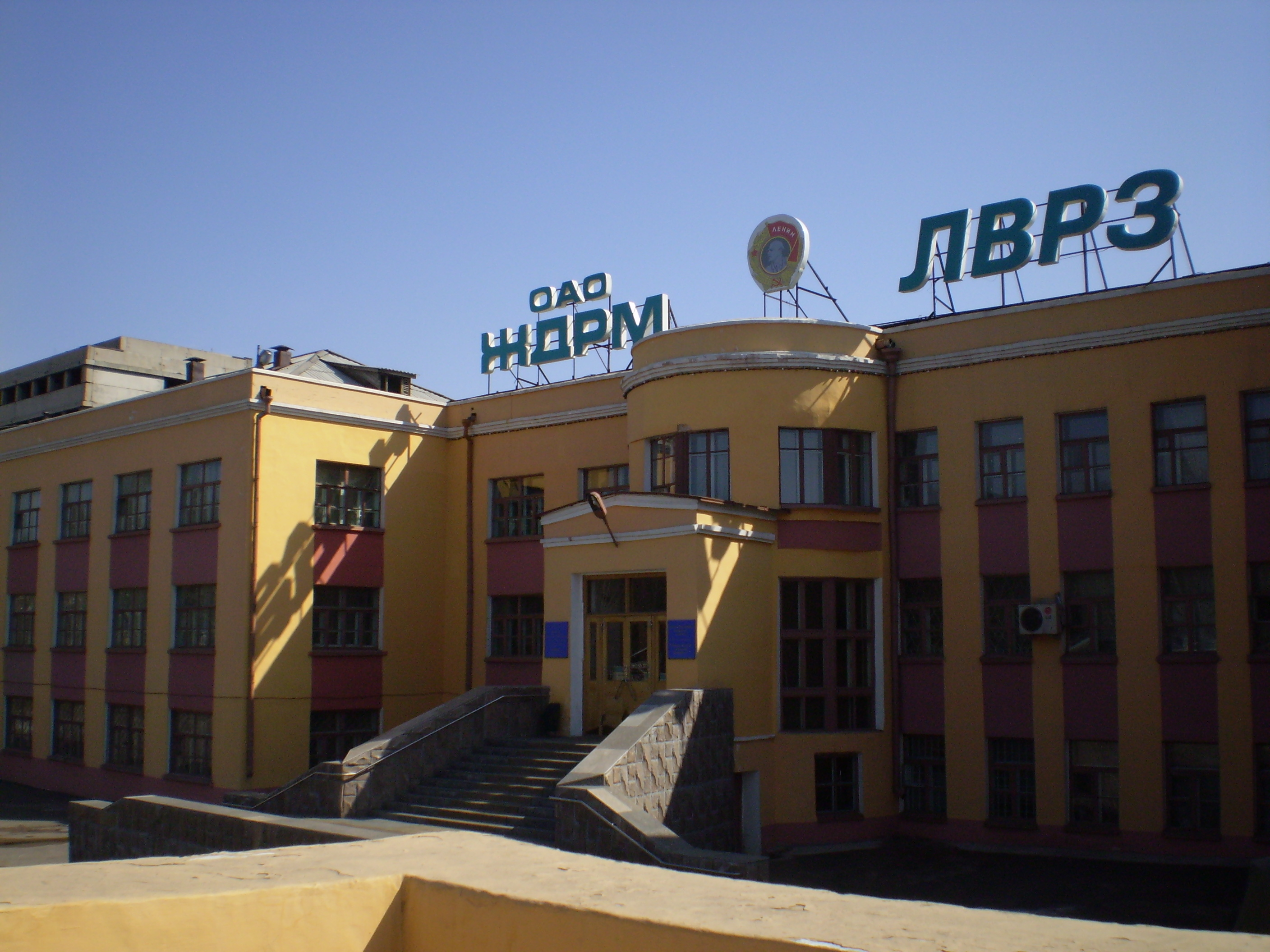
Здание заводоуправления.

В 1911 году комиссия во главе с министром путей сообщения С. В. Рухловым приняла решение построить в Верхнеудинске мастерские для ремонта паровозов на Забайкальском участке Транссибирской магистрали. Под строительство было выбрано место площадью 52 десятины. Город был готов бесплатно выделить землю. К 1914 году был завершён проект строительства, но городской голова И. В. Титов потребовал от министерства построить также водокачку. Начались согласования, потом Первая мировая война, и мастерские так и не были построены.
В начале 1932 года было принято решение строить в Забайкалье паровозоремонтный завод, для которого предлагалось два места: Чита и Верхнеудинск. Были изучены сырьевые и трудовые ресурсы регионов, геологическое строение возможных строительных площадок. Окончательно был выбран Верхнеудинск, что и было закреплено в решении Совета Труда и Обороны № 640 от 2 июля 1932 года.

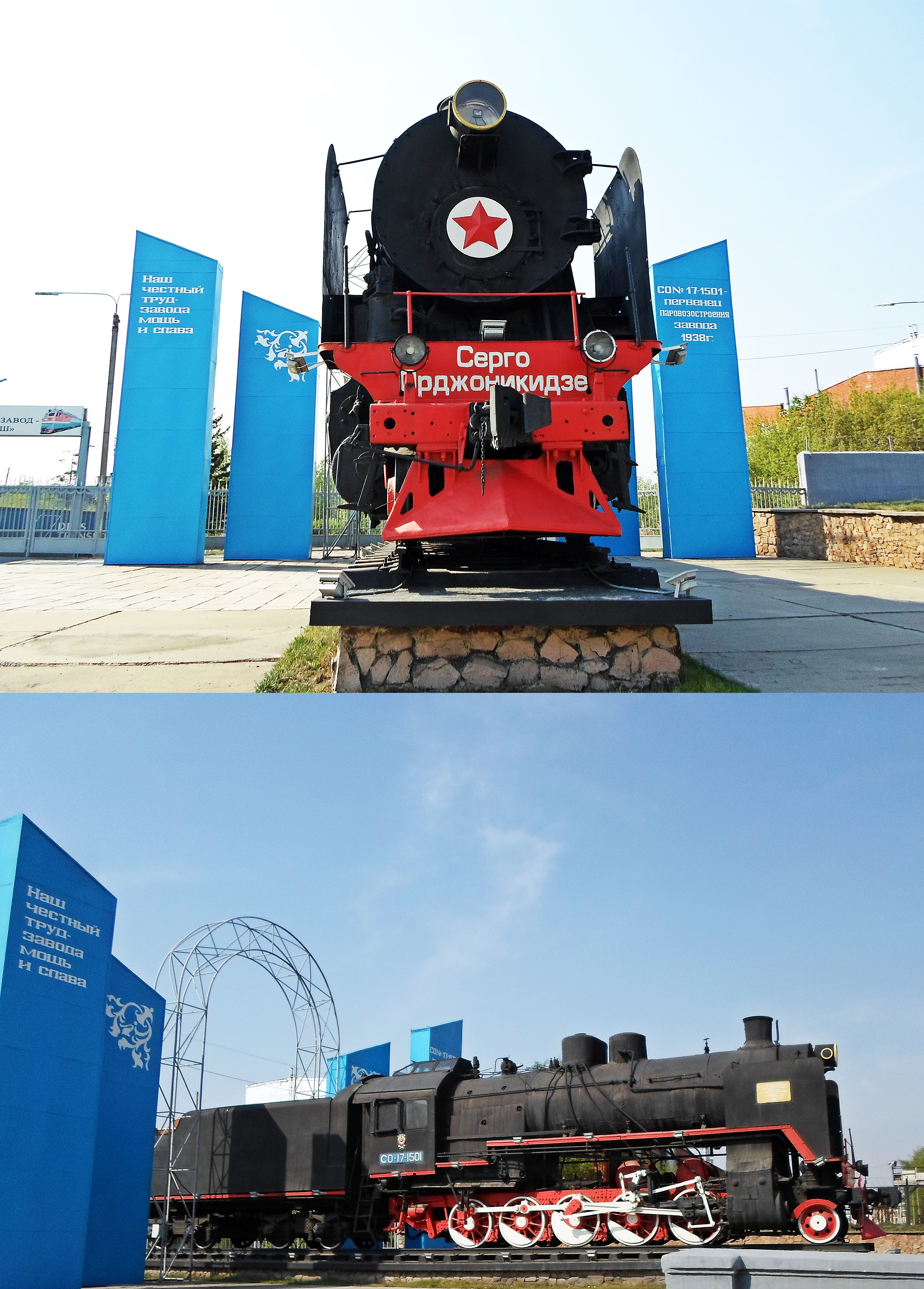
Паровоз СО у проходной ЛВРЗ

В июле 1932 года началось строительство Верхнеудинского паровозовагоноремонтного завода. Руководил работами Сергей Михайлович Иванов. 6 августа 1932 года вышел первый номер заводской многотиражной газеты «Гигант Бурятии». 23 августа был заложен фундамент первого цеха — ремонтно-механического.
1 июня 1934 года на заводе был отремонтирован первый паровоз — Ел-0524. Вместе с заводом были построены водозаборные сооружения, что стало началом развития водопроводной системы города Улан-Удэ.
В 1934 году в связи со сменой названия города, завод переименовывается в Улан-Удэнский паровозоремонтный (УУПРЗ).
В 1936 году начала работать заводская ТЭЦ (ТЭЦ-1).
14 апреля 1938 года паровозовагоноремонтный завод введён в действие, став первым крупным промышленным предприятием Улан-Удэ.
В 1941 году на завод была эвакуирована часть производственной базы и недостроенные локомотивы паровозных отделов Ворошиловоградского и Харьковского паровозостроительных заводов.
С 1943 года, УУПРЗ, помимо выполнения военных заказов, ремонта и достройки паровозов, приступил к подготовке серийного производства грузовых паровозов средней мощности серии СО «Серго Орджоникидзе».
Завод неоднократно менял название. В 1945—1948 годах именовался паровозостроительным, затем до 1962 года вновь паровозовагоноремонтным. С 1962 года — Улан-Удэнский локомотивовагоноремонтный завод. С конца 1990-х годов входит в состав Восточно-Сибирской железной дороги.
Указом Президиума Верховного Совета СССР от 3 июля 1948 года завод был награждён орденом Ленина.
18 июня 1949 года на заводе был построен опытный сверхмощный паровоз УУ. В 1962 году на заводе начали ремонтировать электровозы. В конце этого года был отремонтирован последний паровоз ЛВ № 0113 Целиноград-Казахской железной дороги.
За свою историю завод ремонтировал паровозы серии СОк, тепловозы ТЭ1, ТЭ3, ТЭМ2, электровозы ВЛ8, ВЛ60, ВЛ80. Также на предприятии было построено около 600 паровозов различных серий.
На ЛВРЗ производится ремонт цельнометаллических пассажирских вагонов в объёмах КР-1, КР-2, КВР, КР-2М.

## Продукция завода

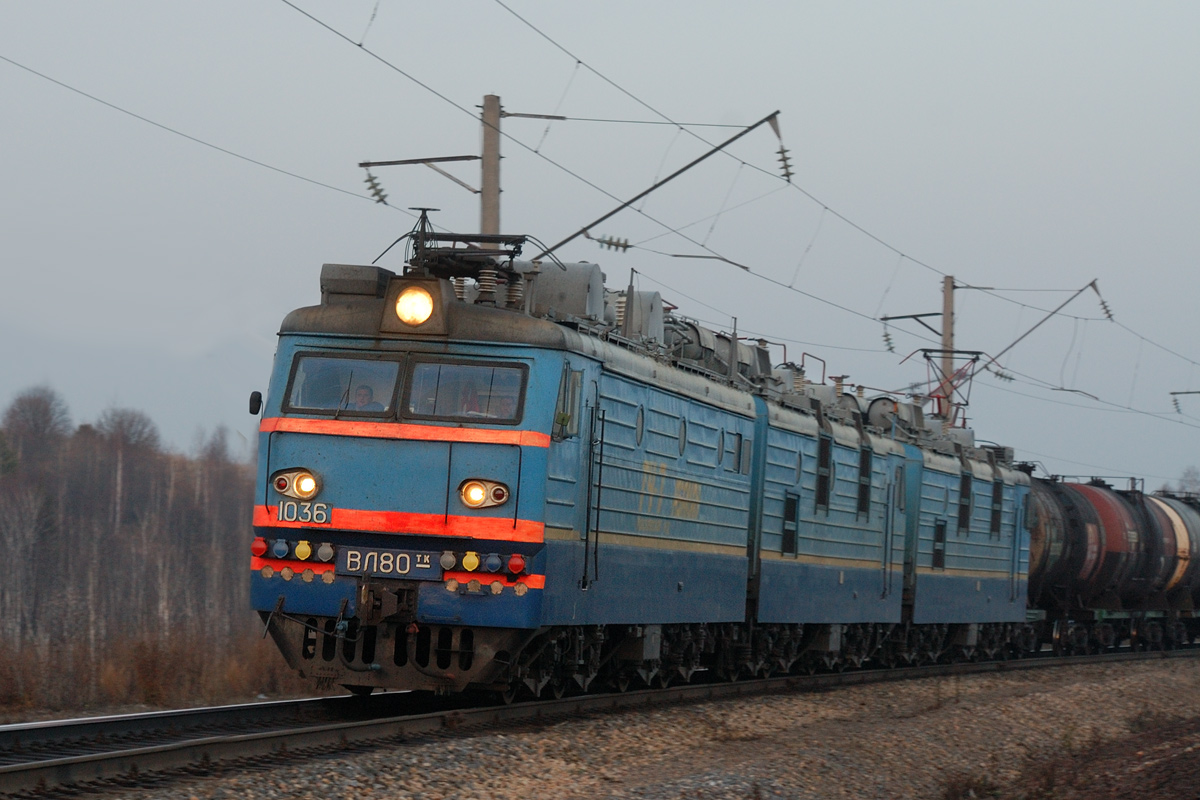
Модернизированный электровоз ВЛ80^{ТК}, работающий в три секции

В 2005 году на заводе проходили ремонт тепловозы серии ТЭМ2, электровозы ВЛ80Т, ВЛ80С, ВЛ80Р[1], ВЛ85, пассажирские вагоны, колёсные пары, тяговые двигатели для локомотивов. Была начата подготовка производства к ремонту электровозов серии ЭП1. Кроме того, завод производит чугунное, стальное и цветное литьё.
По состоянию на лето 2011 года Улан-Удэнским ЛВРЗ производится модернизация электровозов ВЛ80Т и ВЛ80С до ВЛ80ТК и ВЛ80СК. Также на заводе модернизированы два локомотива серии ВЛ80ССВ (со смешанным возбуждением тяговых электродвигателей), оба работают в депо Саратов Приволжской железной дороги.

## Известные сотрудники
- Анисим Николаевич Оширов (1926—1993) — Герой Социалистического Труда.